# Tromsø domkirke

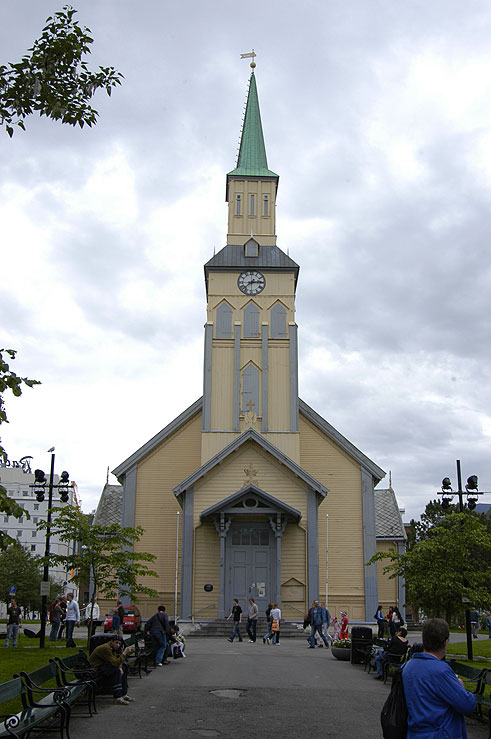
Außenansicht

Die Tromsø domkirke (deutsch Dom zu Tromsø) ist die evangelisch-lutherische Bischofskirche des Bistums Nord-Hålogaland im nordnorwegischen Tromsø in der Provinz Troms. Das Bauwerk wurde in den 1860er Jahren eingeweiht und besteht komplett aus Holz. Es verfügt daher über eine sehr gute Akustik und wird auch gern zu Konzerten genutzt.

## Lage
Die Kirche befindet sich im Stadtzentrum Tromsøs und trägt die Adresse Sjøgata 27 9008 Tromsø. Das Gotteshaus wird vom Kirchpark umgeben, der aus dem mittelalterlichen Friedhof entstanden ist. Die Straßenzüge Storgata (westlich), Kirkegata (südlich) und Bankgata (nördlich) begrenzen die Parkfläche. Die östliche Grenze wird von der Volksuniversität gebildet.

## Geschichte

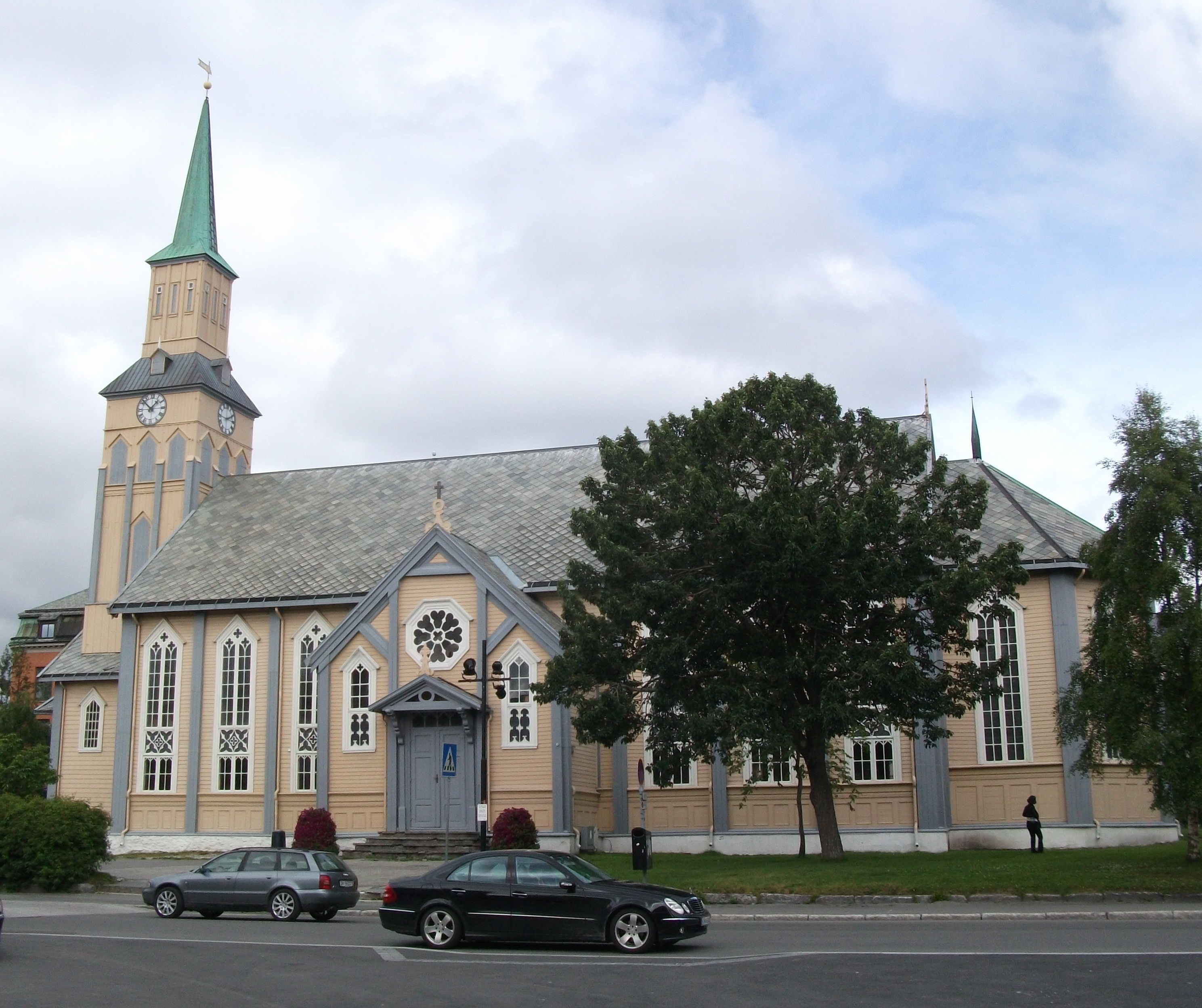
Außenansicht

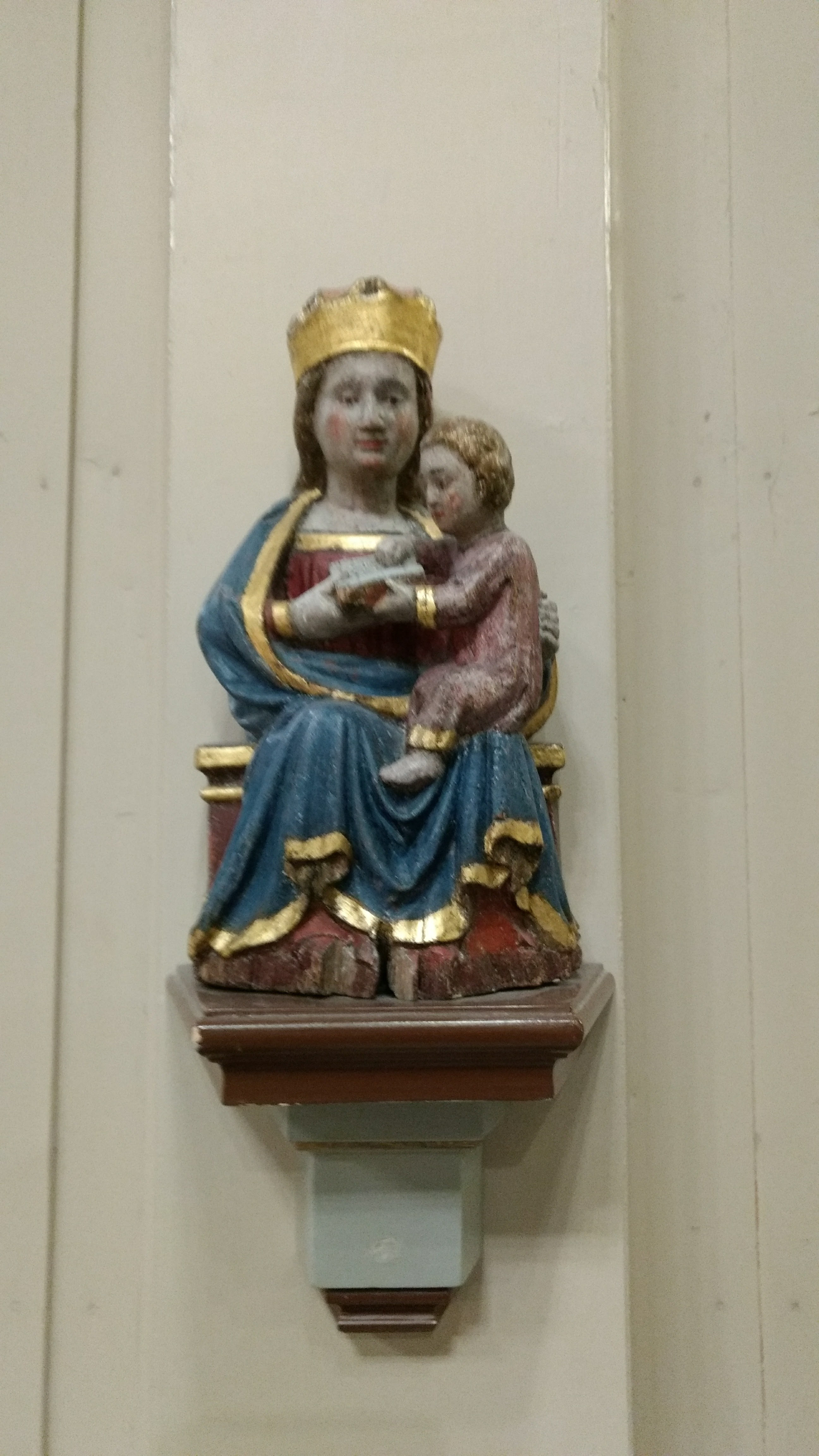
Madonna im Kirchenraum

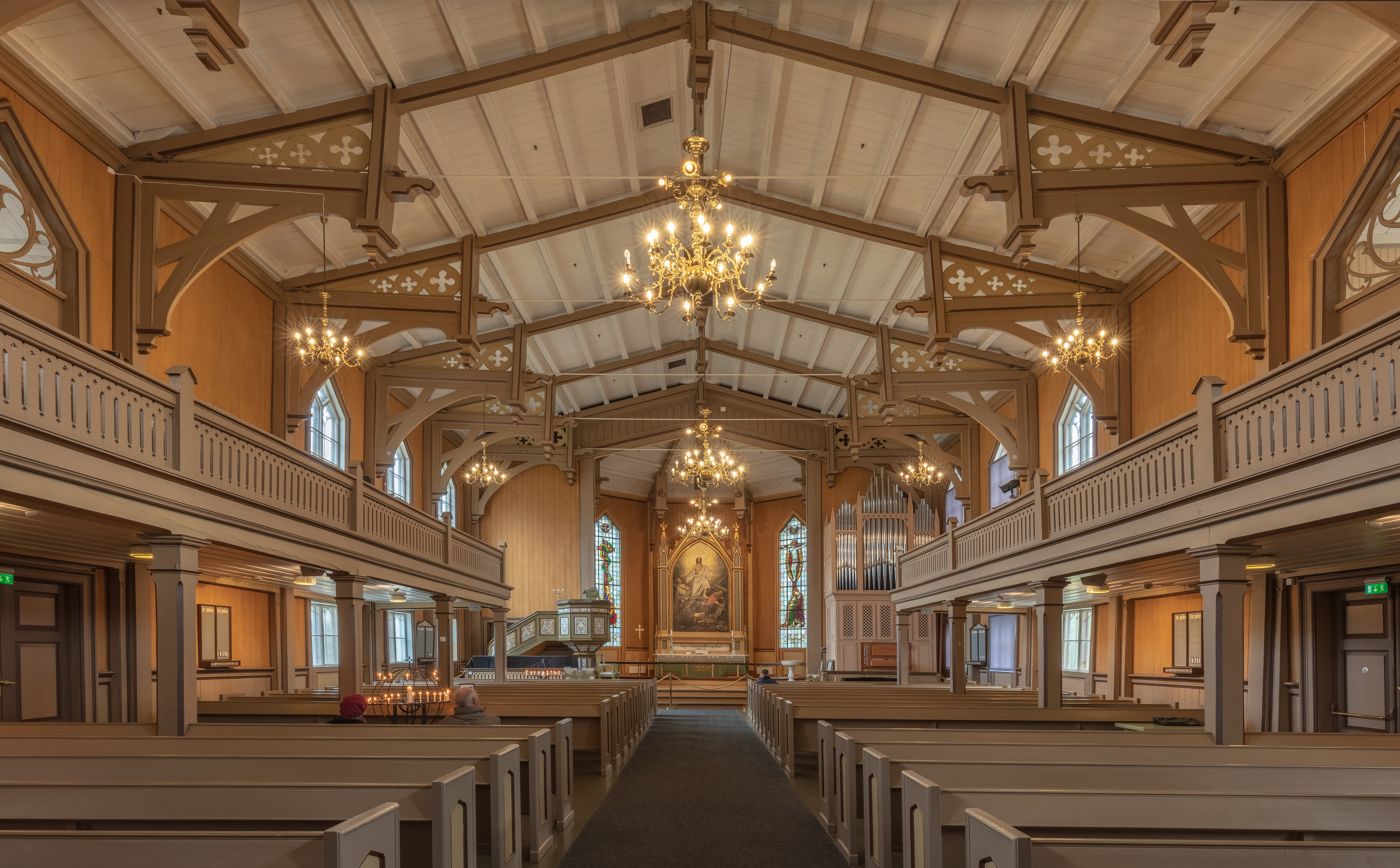
Innenansicht

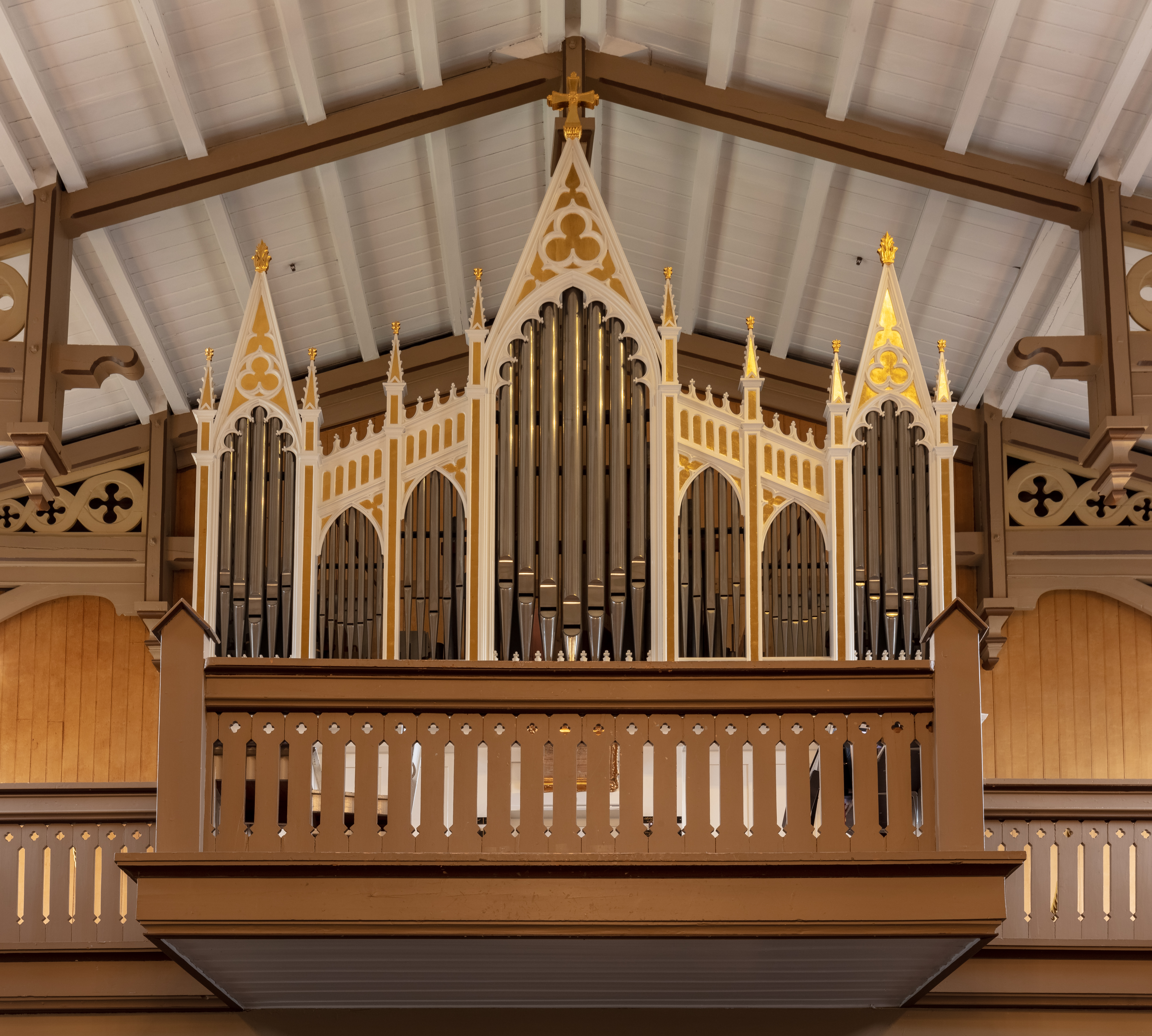
Orgelprospekt

Die erste Kirche der Stadt war die unter Håkon IV. (1204–1263) erbaute Königskapelle. Sie gehörte dem König und nicht der katholischen Kirche. Dieser Kapelle folgten an gleicher Stelle mehrere stetig größere Kirchbauten. Der heutige Dom wurde unter Christian Heinrich Grosch erbaut und 1861 vollendet. 

## Architektur
Der Stil der Kirche orientiert sich an der Gotik (siehe auch: Neogotik) und ist die einzige norwegische Kathedrale, welche aus Holz besteht. Sie gehört zu den nördlichsten Kathedralen der Welt und ist mit ihren 800 Sitzplätzen eine der größten norwegischen Holzkirchen.
Die Grundfläche des Gotteshauses beträgt rund 750 Quadratmeter bei einer geschätzten Länge von der westlichen Seite des Turmes bis zur östlichen Seite der Apsis von rund 45 Meter, sie besitzt eine fünfeckige eingezogene Apsis im östlichen Bereich und auf der Westseite einen pyramidenartigen geknickten hölzernen Turm. Der Turm ist mit Kupferplatten gedeckt, das Kirchenschiff mit Schiefer. In das Kirchenschiff führen drei Eingänge: je eines in der Nordwand und in der südwand und ein westlichen direktr unter dem Turm.
Eine dreiseitige Empore umschließt das Hauptschiff und trägt die Orgel.

## Ausstattung
Der Innenraum der Kirche wird vom Altar dominiert, dessen Bild eine Kopie der Auferstehung ist. Das Originalgemälde befindet sich in der Kirche Bragernes in der Kommune Drammen. Ältestes Ausstattungsstück ist eine Madonna, vermutlich aus dem 15. Jahrhundert.
Die Orgel wurde in den Jahren 1860–1863 vom Orgelbauer Claus Jensen geschaffen. Das Instrument hat 23 Register auf zwei Manualen und Pedal. Der Orgelbauer Br. Torkildsen (Norwegen) restaurierte das Instrument im Jahr 2014.
| I Hauptwerk C–e3 |       |
| Principal        | 8′    |
| Rörflöite        | 8′    |
| Octav            | 4′    |
| Spissflöite      | 4′    |
| Fugara           | 4′    |
| Quint            | 2 ⁄3′ |
| Octav            | 2′    |
| Quint            | 1 ⁄3′ |
| Sedecima         | 1′    |
| Cornet III       |       |
| Trompet          | 8′    |

| II. Manual C–e3 |     |
| Bordun          | 16′ |
| Gamba           | 08′ |
| Gedackt         | 08′ |
| Hohlflöite      | 04′ |
| Gedacktflöite   | 04′ |
| Waldflöite      | 02′ |
| Fagot           | 08′ |

| Pedalwerk C–d1  |        |
| Subbas          | 16′    |
| Principalflöite | 8′     |
| Quint           | 5 1⁄3′ |
| Octav           | 4′     |
| Basun           | 16′    |

- Koppeln: I/I (Suboktavkoppel), II/I, I/P